# Maslenița
Maslenița este un personaj folcloric al slavilor de est și personificare a sărbătorii omonime.

### Originea sărbătorii
După cum afirma V.F.Miller și Rîbacov, în trecut această sărbătoare a fost atribuită la echinocțiul de primăvară, care la mai multe popoare, ce folosesc calendarul solar, semnifică începutul unui nou an. Potrivit acestei ipoteze, sărbătorirea anului nou și trecere iernii a fost mutată de pe 22-24 martie mai devreme, în rezultatul apariției Paștelui ortodox. Printre savanții prerevoluționari se vehicula ideea că Maslenița se referă la sărbătoarea în cinstea "zeul vitelor".
În etnografia sovietică se spunea că Maslenița - e atât legătură cât  și granița dintre iarnă și primăvară când alungau si își luau rămas bun de la iarnă-zeița întunericului și a morții- și întâlneau primăvara, care aducea lumină, căldură  și trezea natura la viață" . Sărbătoarea era considerată moștenirea "vechiului cult solar", la relicvele cărora duceau ruguri și roată aprinsă pe pol.

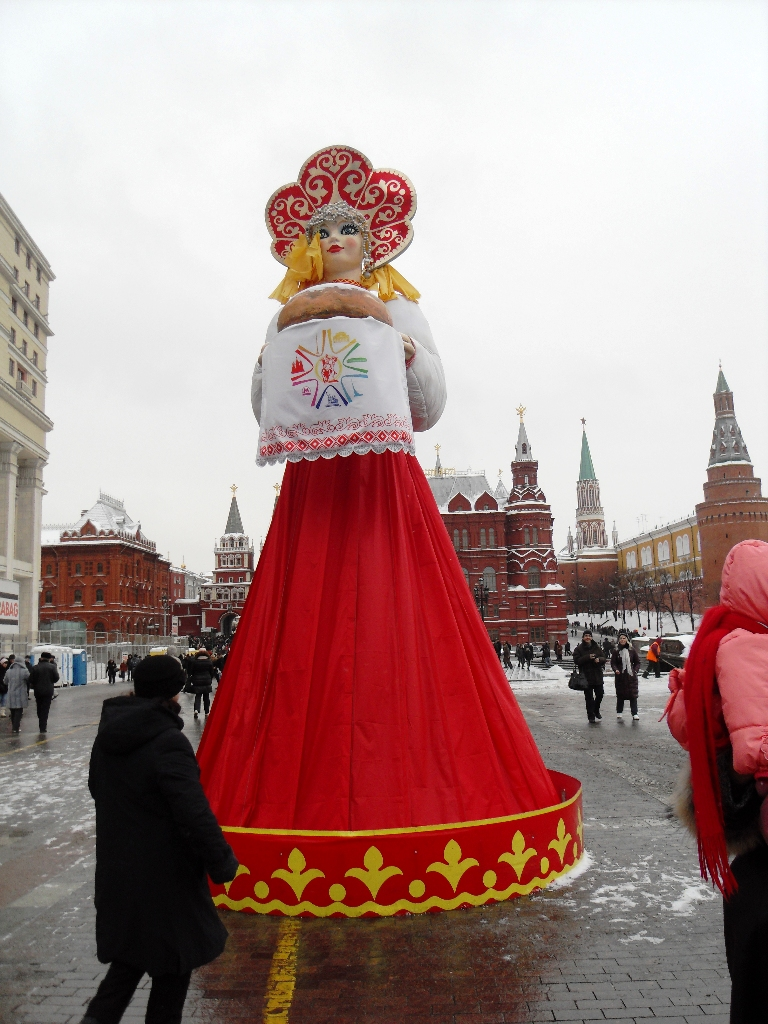
Efigie purtând tradiționalul cocoșnic rusesc amplasată în Piața Manejnaia din Moscova cu ocazia Masleniței

Maslenița (în rusă Масленица) este o sărbătoare tradițională est-slavă, sărbătorită în săptămâna dinaintea postului Paștelui. Maslenița a fost la început un ritual păgân, dar a fost integrat în tradiția Bisericii Ortodoxe și pregătește credincioșii pentru perioada de post care urmează. Sărbătoarea marchează în calendarul popular granița între iarnă și primăvară, precum și începerea Marelui Post și încheierea perioadei Miasoed, când se consumă carne. Ultima zi a Masleniței este numită și Ziua Iertării, pentru că atunci se cere răscumpărarea păcatelor înainte de intrarea în post. Rușii sărbătoresc Maslenița prin participarea la diverse evenimente culturale și trebuie obligatoriu să consume clătite și lipii, la ucraineni și bieloruși se consumă colțunași, clătite și papanași. Maslenița corespunde Carnavalului vest-creștin, cu excepția faptului că Marele Post ortodox începe într-o zi de luni, în loc de miercuri, iar data ortodoxă a Paștelui poate să difere foarte mult de data vest-creștină.
Maslenița este sărbătorită și de ucraineni și i se spune Масниця, în bielorusă Масленіца sau Масленка, în poloneză Zapusty, în slovacă Fašiangy, în cehă Masopust, în slovenă Pustni teden, în sârbă Покладе, în bulgară Сирна седмица sau Сирни заговезни, în macedoneană Прощена неделя.

## Legături externe
- Lives of the Saints The Orthodox Church in America, undated.
- Marks, Gil (2010). „Encyclopedia of Jewish Food”. Wiley. pp. 56–58. Accesat în 18 aprilie 2012. ISBN: 9780470391303